# Agnes Monica
Agnes Monica (n. Agnes Monica Muljoto, 1 iulie 1986) este o cântăreață din Indonezia. Ea a început cariera în industria de divertisment de la vârsta de șase ani ca o cântăreață copil, înregistrând trei albume. Ea a devenit, de asemenea, un prezentator de programe de televiziune pentru copii. Ca adolescentă Agnes și-a extins cariera, devenind și actriță. Cu rolul ei din telenovela Pernikahan Dini (2001) și-a creat un renume în industria de divertisment.
În 2003, ea a lansat al patrulea ei albumul de studio, Și povestea merge, care a marcat tranziția de la o cântăreață copil la o adevărată artistă. Pentru al cincilea album de studio, Whaddup A..!! (2005), a colaborat cu cântăreața americană de R & B Keith Martin. De asemenea, Agnes Monica a apărut în două drame produse în Taiwan: Spitalul și Romance la Casa Albă. Ea a participat la Asia Song Festival în Seul, Coreea de Sud, 2008 și 2009, și a primit "Premiul Cel mai bun artist asiatic" la fiecare eveniment. Agnes a preluat controlul creativ la al șaselea ei album de studio, Sacredly Agnezious (2009), pentru care a lucrat ca producător și compozitor. În 2010, ea a fost numită ca membru al juriului de la concursul Indonesian Idol și a fost, de asemenea, una dintre gazdele internaționale de pe covorul roșu de la American Music Awards din 2010, în Los Angeles.

## Discografie

### Albume
- Si Meong (1992)
- Yess! (1995)
- Bala-Bala (1996)
- And the Story Goes (2003)
- Whaddup A.. '?! (2005)
- Nez (albume) (2008)
- Sacredly Agnezious (2009)
- Agnes Is My Name (2011)
- Agnez Mo (2013)